# Кім Ре Вон
Кім Ре Вон (кор. 김래원) — південнокорейський актор.

## Біографія
Кім Ре Вон народився 19 березня 1981 року в місті Каннин що знаходиться на узбережжі Японського моря. Свою акторську кар'єру розпочав у 1997 року з невеликої ролі у серіалі «Я», у наступному році отримав першу невелику роль у кіно. Свою першу головну роль отримав у фільмі «Сливовий цвіт» 2000 року, у наступні декілька років здебільшого грав у романтичних серіалах. Зростання популярності пов'язане зі зйомками у фільмі «Моя маленька наречена», що став одним з найпопулярніших фільмів в Кореї у 2004 році. У наступні роки продовжував грати у романтичних серіалах, але у кіно зосередився на більш темних персонажах, як то роль гангстера у фільмі «Соняшник» чи антигероя у фільмі «Скандал в Інсадоні» 2009 року. У 2016 році отримав головну роль у медичному серіалі «Лікарі» що став одним з найпопулярніших серіалів року у Кореї.

## Фільмографія

### Телевізійні серіали
| Рік       | Назва                                    | Роль         | Мережа |
| --------- | ---------------------------------------- | ------------ | ------ |
| 1998      | «Клініка Сунпун»                         | Кім Ре Вон   | SBS    |
| 1999      | «Школа 2»                                | Лі Хан       | KBS2   |
| 1999      | «Легенда рідного міста»                  | Чан Су       | KBS2   |
| 2000      | «Половина»                               | Чхве Чун Сік | KBS2   |
| 2000      | «Донька злодія»                          | Док Гьон     | SBS    |
| 2001      | «Життя прекрасне»                        | Лі Че Мін    | KBS2   |
| 2001      | «Родина Вурі»                            | Лі Йон Хун   | MBC    |
| 2002      | «Моє кохання Патці»                      | Кім Хьон Сон | MBC    |
| 2003      | «Сніговик»                               | Ча Сон Чжун  | MBC    |
| 2003      | «Коти на даху»                           | Лі Кьон Мін  | MBC    |
| 2004      | «Скажи що кохаєш мене»                   | Кім Бьон Су  | MBC    |
| 2004      | «Історія кохання в Гарварді»             | Кім Хьон У   | SBS    |
| 2006      | «З якої зірки ти?»                       | Цой Синхі    | MBC    |
| 2008      | «Гурман»                                 | Лі Сан Чан   | SBS    |
| 2011      | «Обіцянка тисячі днів»                   | Пак Чі Хьон  | SBS    |
| 2014      | «Панч»                                   | Пак Чун Хван | SBS    |
| 2016      | «Лікарі»                                 | Хон Чі Хон   | SBS    |
| 2017-2018 | «Чорний лицар: Чоловік що охороняє мене» | Мун Су Хо    | KBS2   |
| 2021      | «L.U.C.A.: Початок»                      | Чі О         | TvN    |
| 2022-2023 | «Перші рятувальники»                     | Чін Хо Ге    | SBS    |

### Фільми
| Рік  | Назва                   | Роль                 |
| ---- | ----------------------- | -------------------- |
| 1998 | «Запах людини»          | молодий Квон Хьок Су |
| 2000 | «Гарпія»                | Кан Хьон У           |
| 2000 | «Сливовий цвіт»         | Кім Ча Хьо           |
| 2002 | «2424»                  | Хан Ік Су            |
| 2003 | «...ing»                | Йон Чже              |
| 2004 | «Моя маленька наречена» | Пак Сан Мін          |
| 2005 | «Містер Сократ»         | Ку Дон Хьок          |
| 2006 | «Соняшник»              | О Те Сік             |
| 2008 | «Тінь квітки»           | Син У                |
| 2009 | «Скандал в Інсадоні»    | Лі Кан Чжін          |
| 2013 | «Мій маленький герой»   | Ю Іль Хан            |
| 2015 | «Каннамський блюз»      | Пек Йон Гі           |
| 2017 | «RV: Воскреслі жертви»  | Со Чін Хон           |
| 2017 | «В'язниця»              | Сон Ю Гон            |
| 2019 | «Хай живе король»       | Чан Се Чхуль         |
| 2019 | «Божевільний роман»     | Че Хун               |
| 2022 | «Децибел»               | Кан До Йон           |

## Нагороди
| Рік  | Нагорода                         | Категорія                                                      | Робота                       | Результат | Прим. |
| ---- | -------------------------------- | -------------------------------------------------------------- | ---------------------------- | --------- | ----- |
| 1999 | Премія KBS драма                 | Кращий молодий актор                                           | «Школа 2»                    | Перемога  |       |
| 2000 | 21-а Премія Блакитний дракон     | Кращий новий актор                                             | «Сливовий цвіт»              | Перемога  |       |
| 2001 | 38-а Премія Великий дзвін        | Кращий новий актор                                             | «Гарпія»                     | Номінація |       |
| 2002 | Премія MBC драма                 | Кращий новий актор                                             | «Моє кохання Патці»          | Номінація |       |
| 2003 | Премія Андре Кіма «Краща зірка»  | Краща зірка                                                    |                              | Перемога  |       |
| 2003 | Премія «Korea Best Dresser Swan» | Кращий одяг                                                    |                              | Перемога  |       |
| 2003 | Премія MBC драма                 | Нагорода за популярність                                       | «Коти на даху»               | Перемога  |       |
| 2003 | Премія MBC драма                 | Нагорода за високу майстерність (актори)                       | «Коти на даху»               | Перемога  |       |
| 2004 | 40-а Премія мистецтв Пексан      | Кращий актор телебачення                                       | «Коти на даху»               | Номінація |       |
| 2004 | 41-а Премія Великий дзвін        | Кращий новий актор                                             | «Моя маленька наречена»      | Перемога  | [ 4 ] |
| 2004 | 12-та Премія SBS драма           | Netizen Popularity Award                                       | «Історія кохання в Гарварді» | Перемога  |       |
| 2004 | 12-та Премія SBS драма           | Топ-10 зірок                                                   | «Історія кохання в Гарварді» | Перемога  |       |
| 2004 | 12-та Премія SBS драма           | Нагорода за високу майстерність (актори спеціальних драм)      | «Історія кохання в Гарварді» | Номінація |       |
| 2004 | 12-та Премія SBS драма           | Нагорода за високу майстерність (актори)                       | «Історія кохання в Гарварді» | Номінація |       |
| 2005 | 41-а Премія мистецтв Пексан      | Найпопулярніший кіноактор                                      | «Моя маленька наречена»      | Перемога  | [ 5 ] |
| 2006 | 43rd Savings Day                 | Президентська премія                                           |                              | Перемога  |       |
| 2006 | Премія MBC драма                 | Нагорода за високу майстерність (актори)                       | «З якої зірки ти?»           | Номінація |       |
| 2007 | Премія Андре Кіма «Краща зірка»  | Краща зірка                                                    |                              | Перемога  | [ 6 ] |
| 2007 | 1-а Премія корейських зірок кіно | Нагорода за кращу гру                                          | «Соняшник»                   | Перемога  |       |
| 2008 | 2-а Премія корейської драми      | Нагорода за високу майстерність (актори)                       | «Гурман»                     | Перемога  |       |
| 2008 | 16-та Премія SBS драма           | Топ-10 зірок                                                   | «Гурман»                     | Перемога  |       |
| 2008 | 16-та Премія SBS драма           | Нагорода за високу майстерність (актори спеціальних драм)      | «Гурман»                     | Номінація |       |
| 2008 | 16-та Премія SBS драма           | Нагорода за високу майстерність (актори)                       | «Гурман»                     | Номінація |       |
| 2011 | 19-та Премія SBS драма           | Топ-10 зірок                                                   | «Обіцянка тисячі днів»       | Перемога  | [ 7 ] |
| 2011 | 19-та Премія SBS драма           | Нагорода за високу майстерність (актори спеціальних драм)      | «Обіцянка тисячі днів»       | Перемога  |       |
| 2015 | 51-ша Премія мистецтв Пексан     | Кращий актор телебачення                                       | «Панч»                       | Номінація |       |
| 2015 | 4-та Премія «Зірок МААТР»        | Нагорода за високу майстерність (актори мінісеріалів)          | «Панч»                       | Номінація |       |
| 2015 | 23-тя Премія SBS драма           | Актор року (PD Award)                                          | «Панч»                       | Перемога  | [ 8 ] |
| 2015 | 23-тя Премія SBS драма           | Нагорода за високу майстерність (актори середньотривалих драм) | «Панч»                       | Номінація |       |
| 2015 | 23-тя Премія SBS драма           | Головна нагорода (Daesang)                                     | «Панч»                       | Номінація |       |
| 2016 | 5-та Премія «Зірок МААТР»        | Нагорода за високу майстерність (актори мінісеріалів)          | «Лікарі»                     | Номінація |       |
| 2016 | 9-та Премія корейської драми     | Головна нагорода (Daesang)                                     | «Лікарі»                     | Номінація |       |
| 2016 | 24-та Премія SBS драма           | Нагорода за високу майстерність (актор жанрової драми)         | «Лікарі»                     | Перемога  | [ 9 ] |